# 성도 (행정 구역)
성도(省都)는 중국, 베트남 등에 존재하는 행정구분으로서의 성(省)의 정부가 소재하는 도시이다. 성 단위는 미국의 주(state)와 같은 단위이며, 성도도 주도(state capital)와 같은 레벨의 단위이다.

## 중국의 성도
중화인민공화국의 성 정부 소재지는 성회 또는 성성(청나라)으로 부르며, 자치구 정부의 소재지는 수도로 불린다. 이하는 중화인민공화국에 있어서의 성도와 자치구 수도이다.

### 22개 성
실질적으로 중화인민공화국의 지배권 밖에 있는 타이완 성(臺灣省)은 제외하였다.
| 성         | 중국어(병음)                  | 약칭(병음)        | 성도소재지  |
| ---------- | ----------------------------- | ----------------- | ----------- |
| 안후이성   | 安徽省 (Ānhuī Shěng)          | 皖 (Wǎn)          | 허페이 시   |
| 푸젠성     | 福建省 (Fújiàn Shěng)         | 闽 (Mǐn)          | 푸저우시    |
| 간쑤성     | 甘肃省 (Gānsù Shěng)          | 甘/陇 (Gān/Lǒng)  | 란저우 시   |
| 광둥성     | 广东省 (Guǎngdōng Shěng)      | 粤 (Yuè)          | 광저우시*   |
| 구이저우성 | 贵州省 (Guìzhōu Shěng)        | 黔/贵 (Qián/Guì)  | 구이양 시   |
| 하이난성   | 海南省 (Hǎinán Shěng)         | 琼 (Qióng)        | 하이커우 시 |
| 허베이성   | 河北省 (Héběi Shěng)          | 冀 (Jì)           | 스자좡 시   |
| 헤이룽장성 | 黑龙江省 (Hēilóngjiāng Shěng) | 黑 (Hēi)          | 하얼빈시*   |
| 허난성     | 河南省 (Hénán Shěng)          | 豫 (Yù)           | 정저우 시   |
| 후베이성   | 湖北省 (Húběi Shěng)          | 鄂 (È)            | 우한시*     |
| 후난성     | 湖南省 (Húnán Shěng)          | 湘 (Xiāng)        | 창사 시     |
| 장쑤성     | 江苏省 (Jiāngsū Shěng)        | 苏 (Sū)           | 난징시*     |
| 장시성     | 江西省 (Jiāngxī Shěng)        | 赣 (Gàn)          | 난창 시     |
| 지린성     | 吉林省 (Jílín Shěng)          | 吉 (Jí)           | 창춘시*     |
| 랴오닝성   | 辽宁省 (Liáoníng Shěng)       | 辽 (Liáo)         | 선양시*     |
| 칭하이성   | 青海省 (Qīnghǎi Shěng)        | 青 (Qīng)         | 시닝 시     |
| 산시성     | 陕西省 (Shǎnxī Shěng)         | 陕/秦 (Shǎn/Qín)  | 시안시*     |
| 산둥성     | 山东省 (Shāndōng Shěng)       | 鲁 (Lǔ)           | 지난 시*    |
| 산시성     | 山西省 (Shānxī Shěng)         | 晋 (Jìn)          | 타이위안시  |
| 쓰촨성     | 四川省 (Sìchuān Shěng)        | 川/蜀 (Chuān/Shǔ) | 청두시*     |
| 윈난성     | 云南省 (Yúnnán Shěng)         | 滇/云 (Diān/Yún)  | 쿤밍 시     |
| 저장성     | 浙江省 (Zhèjiāng Shěng)       | 浙 (Zhè)          | 항저우시*   |

*중 10개의 시는 부성급시

#### 분쟁 지역
| 명칭      | 중국어(병음)          | 약칭     | 성도소재지 |
| --------- | --------------------- | -------- | ---------- |
| 타이완 성 | 台湾省 (Táiwān Shěng) | 台 (Tái) | 난터우 시  |

## 자치구 수부
- 광시 좡족 자치구 - 난닝시
- 내몽골 자치구 - 후허하오터 시
- 닝샤 후이족 자치구 - 인촨 시
- 신장 위구르 자치구 - 우루무치 시
- 티베트 자치구 - 라싸 시

## 같이 보기
- 부성급시